# SCREAM (GLAY×EXILEの曲)
「SCREAM」（スクリーム）は、ロックバンドGLAYと、ダンス&ボーカルグループEXILEによるコラボレーション曲。2005年7月20日に"GLAY×EXILE"名義のシングルとして発売。

## 概要
親交があったGLAYのリーダーTAKUROとEXILEのリーダーHIROが企画しコラボレーションが実現した。TAKUROは「ジャンルを飛び越えて、今守らなければならない物をSCREAMという曲に託した。」とコメントしている。
5万枚完全限定生産プレミアムフォトジャケット（メイキングは収録されない）、30万枚限定生産メイキングDVD収録、通常盤の3形態で発売された。
作詞はEXILEのSHUNとGLAYのTAKUROの共作、作曲はTAKURO。レコーディング・エンジニアには、JOSH WILBERが起用されている。
後にEXILEの4thアルバム『ASIA』にシングルバージョン、GLAYの9thアルバム『LOVE IS BEAUTIFUL』にアルバムバージョンが収録された。
SHUNのグループ脱退後に発売されたベストアルバム『EXILE ENTERTAINMENT BEST』『EXTREME BEST』には、新たにグループに加入したTAKAHIROを加えたメンバーで再録された音源で収録されている。
B'z主催のRock Project「B'z Presents UNITE #01」では、GLAY単独で演奏された。

## 主な記録
本作はオリコン週間シングルチャートで首位を獲得。週間シングルチャートの首位獲得経験アーティスト同士のコラボレーションによる首位獲得は、J-FRIENDSの「Love Me All Over」以来4作目である。2007年時点の累積売上は55万枚。

## 収録曲

### CD
1. SCREAM [4:41]
作詞：SHUN、TAKURO / 作曲：TAKURO / 編曲：GLAY、EXILE & KEN HARADA
  - TBS開局50周年記念特番『DOORS』イメージソング

### DVD
※は30万枚限定生産分のみ収録。
1. SCREAM（Music Clip）
2. レコーディング風景※
3. PVメイキング映像※

## 収録アルバム
- EXILE / ASIA
- GLAY / LOVE IS BEAUTIFUL (アルバムバージョン)
- EXILE / EXILE ENTERTAINMENT BEST (再録)
- GLAY / THE GREAT VACATION VOL.1 〜SUPER BEST OF GLAY〜 (『LOVE IS BEAUTIFUL』収録バージョン)
- EXILE / EXTREME BEST (再録)